# Jangjeon-dong
Jangjeon-dong (koreanska: 장전동) är en stadsdel i staden Busan i den sydöstra delen av Sydkorea, 300 km sydost om huvudstaden Seoul.  Den ligger i stadsdistriktet Geumjeong-gu.
Universitetet Pusan National University (Busan Daehakgyo) ligger i Jangjeon-dong.

## Indelning
Administrativt är Jangjeon-dong indelat i:
| Namn    | Namn                 | Yta km² | Invånare 31 dec 2018 |
| ------- | -------------------- | ------- | -------------------- |
| 장전1동 | Jangjeon 1(il)-dong  | 3,28    | 19 672               |
| 장전2동 | Jangjeon 2(i)-dong   | 2,06    | 15 119               |
| 장전3동 | Jangjeon 3(sam)-dong | 0,68    | 12 518               |